# Jan Alfréd Holman
Jan (Josef) Alfréd Holman (17. dubna 1901 Týnec nad Labem – 20. dubna 1980 Mnichov, Západní Německo) byl český filmový režisér, producent a scenárista.

## Biografie
Jan Alfréd Holman, také znám jako Josef Holman, absolvoval po maturitě technickou universitu v Praze a dosáhl titulu inženýra. Zúčastnil se soutěže o návrh na stavbu Nuselského mostu, ve kterém navrhoval možnost parkování v jeho sloupech.
Ve 20. letech 20. století pracoval jako redaktor v novinách Tribuna, později byl spoluvydavatelem časopisu Trn. Pracoval také ve firmě Škoda, v oddělení rozvoje závodních automobilů. Angažoval se také v Československem rozhlasu, krátkou dobu byl hlasatelem Radiožurnálu. Ve 20. letech 20. století byl činný jako filmový dokumentarista a natáčel různé dokumentární a reklamní filmy, např. Revoluce krve a ducha. Ve 30. a 40. letech 20. století byl J. A. Holman poměrně populárním filmovým tvůrcem, který se věnoval i dabingu. V roce 1932 debutoval fikčním němým filmem Rajská narkóza s Ellou Šárkovou. Historicky film Port Arthur, natočený v roce 1936 v barrandovském studiu, měl také německou a francouzskou verzi, ve které Holman podpořil Nikolase Farkase jako asistent režie. Filmovou komedii Děvčata, nedejte se! natočil Holman spolu s Hugo Haasem, válečné drama Zborov (1938) s Georgem Nightingalem (Jiřím Slavíčkem). V roce 1940 Minulost Jany Kosinové, 1941 Modrý závoj podle svého scénáře. Roku 1941 Holman také natočil romantické drama Rukavička, rovněž podle scénáře, který sám napsal. V druhé polovině roku 1942 následoval film Láska, vášeň a žal, který vznikl ve studiích Barrandov v německé produkci pro Prag-Film. J. A. Holman roku 1945 natočil slavný dokumentární film o návratu prezidenta Beneše z Košic do Prahy nazvaný Vlast vítá.
V roce 1948 za dramatických okolností dvakrát emigroval (poprvé byli zatčeni) s Milošem Havlem do Rakouska a poté do Západního Německa, kde se nadále příležitostně věnoval filmové tvorbě, která již ale nebyla příliš četná ani významná. Např. roku 1957 natočil romantickou komedii s hudbou Zwei Herzen voller Seligkeit (Dvě srdce plná blaženosti), roku 1960 dokumentární film nazvaný Bilderbuch Gottes (Obrázková knížka Boží). V roce 1965 převzal režii jednoho dílu dokumentární televizní série Survival (Přežít). To byla pravděpodobně poslední režisérská práce J. A. Holmana. Od roku 1950 až do své smrti byl také režisérem v rozhlasové stanici Svobodná Evropa v Mnichově.
Jan (Josef) Alfred Holman zemřel 20. dubna 1980 v Mnichově, kde je pochovaný na hřbitově Nordfriedhof (Severní hřbitov) na Ungererstr.

## Režie
- Rajská narkosa (1932)
- Děvčata, nedejte se! (1937) – spolupráce s Hugem Haasem
- Zborov (1938)
- Minulost Jany Kosinové (1940)
- Modrý závoj (1941)
- Rukavička (1941)
- Velká přehrada (1942)
- Bláhový sen (1943)
- Láska, vášeň a žal (1943)
- Zwei Herzen voller Seligkeit (1957)

## Scénář
- Zborov (1938)
- Rukavička (1941)
- Velká přehrada (1942)
- Modrý závoj (1941)
- Zwei Herzen voller Seligkeit (1957)
- Bilderbuch Gottes (1960)

## Produkce
- Uličnice (1936)